# غران تورزمو (بلاي ستيشن بورتبل)
غران تورزمو 4 (بالإنجليزية: Gran Turismo)‏ ، هي لعبة إلكترونية من نوع سباق السيارات أنتجت شركة بوليفني ديجيتال اليابانية سنة 2009م، وتعمل لنظام بلاي ستيشن بورتبل، وهي متوفرة على بلاي ستيشن نتورك.
تتميز اللعبة بسهل المراحل وتوسعة شوارع السباق وتصميم السيارات الحقيقية حسب العقد المبرم بين غران تورزمو وشركات السيارت في دول العالم.

## وصلات خارجية
- Gran Turismo PSP Website (US)